# Ruso (Dakota del Norte)
Ruso es una ciudad ubicada en el condado de McLean en el estado estadounidense de Dakota del Norte. En el censo de 2010 tenía una población de 4 habitantes y una densidad poblacional de 6,2 personas por km².

## Geografía
Ruso se encuentra ubicada en las coordenadas 47°50′14″N 100°56′4″O / 47.83722, -100.93444. Según la Oficina del Censo de los Estados Unidos, Ruso tiene una superficie total de 0.64 km², de la cual 0.64 km² corresponden a tierra firme y (0%) 0 km² es agua.

## Demografía
Según el censo de 2010, había 4 personas residiendo en Ruso. La densidad de población era de 6,2 hab./km². De los 4 habitantes, Ruso estaba compuesto por el 100% blancos, el 0% eran afroamericanos, el 0% eran amerindios, el 0% eran asiáticos, el 0% eran isleños del Pacífico, el 0% eran de otras razas y el 0% pertenecían a dos o más razas. Del total de la población el 0% eran hispanos o latinos de cualquier raza.